# Daniel Montgomery
Daniel Montgomery, Jr. (* 30. Oktober 1765 in Londonderry, Chester County, Province of Pennsylvania; † 30. Dezember 1831 in Danville, Pennsylvania) war ein US-amerikanischer Politiker. Zwischen 1807 und 1809 vertrat er den Bundesstaat Pennsylvania im US-Repräsentantenhaus.

## Werdegang
Über die Jugend und Schulausbildung von Daniel Montgomery ist nichts überliefert. In den 1790er Jahren kam er nach Danville, wo er unter anderem im Handel arbeitete und ein reicher Geschäftsmann wurde. Er betrieb unter anderem einen Laden, eine Sägemühle und eine Farm. In Danville und Umgebung gründete er auch einige Schulen. Er setzte sich zudem für den Bau von mautpflichtigen Straßen in seiner Heimat ein. Außerdem war er Mitglied der Staatsmiliz, in der er im Jahr 1809 zum Generalmajor befördert wurde. Politisch schloss er sich der Ende der 1790er Jahre von Thomas Jefferson gegründeten Demokratisch-Republikanischen Partei an. Im Jahr 1800 wurde er in das Repräsentantenhaus von Pennsylvania gewählt.
Bei den Kongresswahlen des Jahres 1806 wurde Montgomery im fünften Wahlbezirk von Pennsylvania in das US-Repräsentantenhaus in Washington, D.C. gewählt, wo er am 4. März 1807 die Nachfolge von Andrew Gregg antrat. Bis zum 3. März 1809 konnte er eine Legislaturperiode im Kongress absolvieren. Im Jahr 1828 wurde er Kanalbeauftragter der Staatsregierung von Pennsylvania. Er starb am 30. Dezember 1831 in Danville.